# FC 코페르
풋볼 클럽 코페르(Football Club Koper)는 코페르를 연고로 하는 슬로베니아의 프로 축구팀이다. 보통 FC 코페르 또는 줄여서 코페르라고 부른다. 
ND 고리차, NK 돔잘레, NK 마리보르 그리고 지금은 해체된 NK 올림피야 류블랴나와 함께 슬로베니아의 3개 축구대회(리그, 컵, 슈퍼컵)를 모두 우승한 5개의 클럽중 하나이며 홈 경기는 2010년에 재보수 된 보니피카 스타디움에서 치르며 수용 인원은 4,047석인데 최근에는 루카 코페르 사와 스폰서쉽 계약을 맺어 FC 루카 코페르(FC Luka Koper)라는 이름으로 참가하고 있다.

## 역대 성적
리그
- 유고슬라비아 3부 리그[1]

우승 (2): 1984–85, 1987–88
준우승 (1): 1986–87
- 슬로베니아 1부 리그:

우승 (1): 2009–10
준우승 (2): 2007–08, 2013–14
- 슬로베니아 2부 리그:

우승 (1): 1999–2000
준우승 (1): 1997–98
컵 대회
- 슬로베니아 공화국 컵[1]

우승 (2): 1989–90, 1990–91
준우승 (1): 1988–89
- 슬로베니아 컵:

우승 (3): 2005–06, 2006–07, 2014-15
- 슬로베니아 슈퍼컵:

우승 (2): 2010, 2015
준우승 (1): 2007

## 선수 명단

### 현역
참고: FIFA 자격 규정에 따라 소속된 국가대표팀 국기를 표시합니다. 선수는 복수의 FIFA 비회원국 국적을 가지고 있을 수 있습니다.
| 번호 | 포지션 | 국적       | 이름                |
| ---- | ------ | ---------- | ------------------- |
| 2    | DF     | 라이베리아 | 마크 파바이         |
| 11   | FW     |            | 데니 유리치         |
| 17   | MF     | 크로아티아 | 페타르 페트리슈코   |
| 20   | FW     | 나이지리아 | 위즈덤 술레         |
| 26   | MF     | 크로아티아 | 가브리엘 그로즈니카 |
| 29   | MF     | 크로아티아 | 니콜라 크라이노비치 |
| 33   | MF     | 크로아티아 | 프랜 토멕           |

| 번호 | 포지션 | 국적 | 이름          |
| ---- | ------ | ---- | ------------- |
| 48   | DF     |      | 아메드 시디베 |

## 역대 감독
| 감독                | 임기      |
| ------------------- | --------- |
| 프리모시 글리하     | 2010~2011 |
| 이고르 파미치       |           |
| 올리베르 보가티노프 |           |